# Maurice Leblanc
Maurice Leblanc (n. 11 noiembrie 1864, Rouen, Franța - d. 6 noiembrie 1941, Perpignan, Franța) a fost un scriitor francez, autor de numeroase romane polițiste și de aventuri. El este creatorul celebrului personaj Arsène Lupin, gentlemanul spărgător.
Se poate vizita casa lui Maurice Leblanc, la Étretat, în regiunea Seine-Maritime. Acul din Étretat este de altfel utilizat în romanul L'Aiguille creuse cu Arsène Lupin.

## Biografie
Maurice  Leblanc este al doilea copil al lui Émile Leblanc, armator de 34 ani, și al Mathildei Blanche, născută Brohy, în vârstă de 21 ani. Sora sa mai mică a fost cântăreața Georgette Leblanc care a fost interpreta și concubina lui Maurice Maeterlinck în perioada 1895-1918. El refuză să urmeze cariera pe care tatăl său i-o destinase într-o fabrică de textile și se mută la Paris pentru a scrie. Lucrează mai întâi ca jurnalist, apoi romancier și povestitor (Des couples, Une femme, Voici des ailes). Trezește interesul lui Jules Renard și Alphonse Daudet, fără a beneficia însă de succes la public. În 1901, publică L'enthousiasme, roman autobiografic. Frecventează marile nume ale literaturii pariziene: Stéphane Mallarmé sau Alphonse Allais.
În 1905, Pierre Lafitte, directorul revistei lunare Je sais tout, îi comandă o povestire pe modelul lui Raffles de Ernest William Hornung: L'Arrestation d’Arsène Lupin. Doi ani mai târziu, este publicată prima carte cu Arsène Lupin. Publicarea romanului Arsène Lupin contra lui Herlock Sholmès l-a supărat pe Arthur Conan Doyle, furios de a-l vedea pe detectivul său Sherlock Holmes și pe colegul său Watson ridiculizați prin personajele parodice « Herlock Sholmès » și « Wilson » create de Maurice Leblanc. 

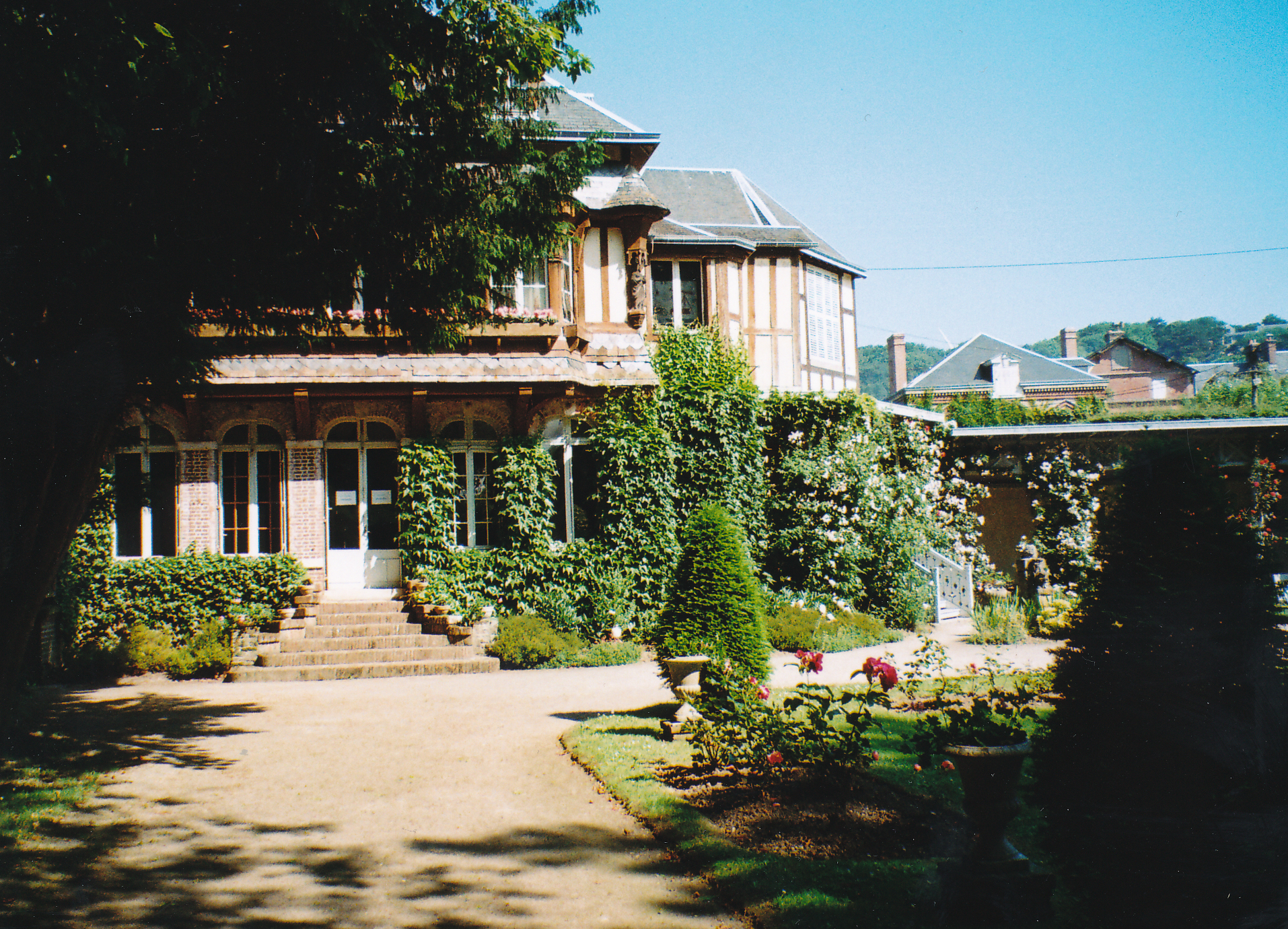
Casa lui Maurice Leblanc la Étretat, astăzi muzeu

Radical-socialist și liber cugetător, Leblanc devine burghez în perioada Primului Război Mondial. El ar fi declarat: « Eu nu sunt Lupin! ». Din 1910, încearcă să-și ucidă personajul în 813, dar îl reînvie în Le Bouchon de cristal, Les Huit Coups de l'horloge…
Opera sa îl va inspira pe Gaston Leroux (creatorul lui Rouletabille), precum și pe Souvestre și Allain (creatorii lui Fantômas). A fost înființată o asociație a prietenilor lui Arsène Lupin; ea este condusă în 2004 de Lydie Dabirand. Isprăvile lui Arsène Lupin se derulează în capitala Franței și în Pays de Caux, pe care o cunoaște bine: colecționar de cărți poștale, el a identificat 400 de conace între Le Havre, Rouen și Dieppe. «Lupinofilii» merg pe jos în locurile din Normandia citate de Leblanc: Étretat și comoara regilor Franței, Tancarville, trecerea subterană din Jumièges îi conduce la comoara medievală a abațiilor… Traseul celor șapte abații din Pays de Caux este asemănător cu Carul Mare și permite regăsirea stelei Alcor.
Maurice Leblanc este înmormântat în Cimitirul Montparnasse.

## Opera
Lista este necompletă, cuprinzând atât opere din seria Arsène Lupin, cât și altele fără legătură. Seria Arsène Lupin cuprinde 20 romane și colecții de povestiri, precum și trei piese de teatru, toate publicate din 1907 și până în 1941. Vezi Arsène Lupin pentru lista detaliată.
- Des couples (1890)
- Une femme (1893)
- Ceux qui souffrent (1894)
- L'oeuvre de mort (1895)
- Les heures de mystère (1896)
- Armelle et Claude (1897)
- Voici des ailes! (1898)
- Les lèvres jointes (1899)
- L’enthousiasme (1901)
- Un vilain couple (1901)
- Gueule rouge 80-chevaux (1904)
- Arsène Lupin, gentleman-cambrioleur (1907)
- Arsène Lupin contra lui Herlock Sholmès (1908)
- Arsène Lupin (piesă de teatru) (1909)
- Arsène Lupin și enigma acului scobit (1909)
- 813 (1910)
- La frontière (1911)
- La robe d'écailles roses (1912)
- La pitié (1912) - piesă în trei acte
- Le bouchon de cristal (1912)
- Les Confidences d'Arsène Lupin (1913)
- L'éclat d'obus (1916)
- Le Triangle d'or (1918)
- L'île aux trente cercueils (Insula celor treizeci de sicrie)(1919)
- Taina celor trei ochi (1920)
- Les Dents du tigre (1921)
- Le Formidable Événement (1921)
- Le cercle rouge (1922)
- Dorothée, danseuse de corde (1923)
- Les Huit Coups de l'horloge  (1923)
- Contesa de Cagliostro:  Dans robore fortuna, Des rois de Bohême, Le trésor des rois de France, Le chandelier à sept bras (1924)
- La Vie extravagante de Balthazar (1925)
- La Demoiselle aux yeux verts (1927)
- L'Agence Barnett et Cie (1928)
- La Demeure mystérieuse (1929)
- Le prince de Jéricho (1930)
- La Barre-y-va (1931)
- Les clefs mystérieuses (1932)
- De minuit à sept heures (1932)
- La forêt des aventures (1932)
- La Femme aux deux sourires (1933)
- Victor, de la Brigade mondaine (1933)
- L’image de la femme nue (1934)
- Le chapelet rouge (1934)
- Le scandale du gazon bleu (1935)
- La Cagliostro se venge (1935)
- Les milliards d'Arsène Lupin (1941)